# Saint-Maurice-sur-Mortagne
Saint-Maurice-sur-Mortagne település Franciaországban, Vosges megyében. Lakosainak száma 181 fő (2022. január 1.). Saint-Maurice-sur-Mortagne Clézentaine, Deinvillers, Hardancourt, Romont, Roville-aux-Chênes és Xaffévillers községekkel határos.

## Népesség
A település népessége az elmúlt években az alábbi módon változott:
| Lakosok száma | 182  | 181  | 189  | 181  | 180  | 181  | 179  | 180  | 181  |
|               | 2013 | 2015 | 2016 | 2017 | 2018 | 2019 | 2020 | 2021 | 2022 |